# Bonítol llis
El bonítol llis (Orcynopsis unicolor) és una espècie de peix de la família dels escòmbrids i de l'ordre dels perciformes. És present a l'Atlàntic oriental, des d'Oslo (Noruega) fins a Dakar (Senegal) i en particular al sud de la Mediterrània. Absent de Madeira, les Illes Canàries i Cap Verd. Els mascles poden assolir els 130 cm de longitud total i els 13,1 kg de pes.